# Hosejn Szahbazi
Hosejn Szahbazi (pers. حسین شهبازی; ur. 2 marca 1996) – – irański zapaśnik walczący w stylu wolnym. Srebrny medalista mistrzostw Azji w 2017. Brązowy medalista wojskowych MŚ w 2017. Pierwszy w Pucharze Świata w 2017 i drugi w 2019. Trzeci na MŚ U-23 w 2018 i 2019 .Mistrz świata i Azji juniorów w 2016 roku.